# Amanda Reifer
Karen Amanda Reifer (Barbados; 17 de marzo de 1991), más conocida como Amanda Reifer, es una cantante y compositora barbadense, más conocida por ser la actual vocalista de la banda Cover Drive.

## Carrera musical

### 2010-presente
Amanda Reifer es la actual vocalista del grupo de Barbados, Cover Drive. En abril de 2011, la banda firmó un contrato con Polydor Records y lanzaron su primer álbum al que llamaron "Bajan Style".
Los sencillos de este álbum son, por este orden, "Lick Ya Down", "Twilight" (el más conocido), "Sparks" y "Explode" con la colaboración de Dappy. 
En 2012, la banda colaboró con el cuarteto estadounidense Far East Movement en uno de los sencillos de dicha banda del álbum "Dirty Bass", llamado "Turn Up the Love".

## Discográfica

### Álbumes de estudio
- Bajan Style (2011)

### Sencillos
- Lick Ya Down (2011)
- Twilight (2011)
- Sparks (2011)
- Explode (con Dappy) (2012)

### Colaboraciones
- 2012: Turn Up the Love (de Far East Movement)
- 2014: Trumpet Blows (de Alexandra Stan) [como compositora]